# Ardisia foliosa
Ardisia foliosa är en viveväxtart som beskrevs av Caetano Xavier Furtado. Ardisia foliosa ingår i släktet Ardisia och familjen viveväxter. Inga underarter finns listade i Catalogue of Life.